# Dolomiti Bellunesi (squadra di calcio)
La Dolomiti Bellunesi s.r.l. è una società calcistica italiana che rappresenta i comuni di Belluno (dove ha sede), Feltre e Sedico.
Fondata nel 2021 a seguito della fusione di Union Feltre, Belluno e Union S. Giorgio Sedico, si prefigge di essere la società calcistica di riferimento per l'intera provincia di Belluno. In virtù di ciò, oltre che nel capoluogo provinciale, la Dolomiti Bellunesi è attiva anche in altri comuni della provincia e la stessa prima squadra sovente gioca le proprie gare interne al di fuori di Belluno.
Dopo quattro anni di militanza in Serie D, grazie alla vittoria del proprio girone nella stagione 2024-2025, ha ottenuto il maggior successo della propria storia raggiungendo la Serie C. Per l'annata 2025-2026 partecipa quindi alla terza divisione del campionato italiano di calcio.

## Storia
Le interlocuzioni tra le tre maggiori società calcistiche della provincia di Belluno (tutte militanti in Serie D per la stagione 2020-2021) riguardo una possibile fusione iniziano già nella prima metà dell'anno 2021. Il 14 giugno 2021, incontrando i tifosi, il presidente dell'Union Feltre Nicola Giusti esprime le proprie preoccupazioni circa l'insufficienza delle risorse umane ai fini del proseguimento delle attività "per conto proprio" del club da lui gestito.
L'atto formale avviene il 18 giugno 2021, allorché all'assemblea soci dell'Union Feltre, tenutasi presso l'istituto superiore Andrea Colotti di Feltre, si aggiungono anche i rappresentanti del Belluno e dell'Union San Giorgio, per un totale di 53 delegati: messa ai voti, la proposta di fusione passa con 46 sì e 7 no. In virtù di ciò, l'Union Feltre incorpora gli altri due club e cambia denominazione in Dolomiti Bellunesi Società Sportiva Dilettantistica; viene quindi deliberato un aumento di capitale e vengono redistribuite le quote sociali, formando poi un consiglio d'amministrazione di 15 persone, equamente suddivise tra le tre "anime" del nuovo club. Nello specifico, la presidenza va a Paolo De Cian (già titolare della medesima carica al Sedico), mentre sul versante economico offrono le necessarie garanzie le famiglie Cremonese (titolare di Manifattura Valcismon, sponsor dell'Union Feltre attraverso il marchio Sportful) e Polzotto (che con Ital-Lenti sosteneva il Belluno). La sede legale viene stabilita a Belluno, ma l'organizzazione delle attività è concepita con criterio policentrico, mantenendo parte delle giovanili anche a Feltre e Sedico.
Il 30 luglio 2021 la Dolomiti Bellunesi inizia ufficialmente le attività col raduno allo stadio di Sedico: in panchina viene chiamato il tecnico Renato Lauria, che l'anno prima aveva guidato il Belluno; dalla stessa squadra proviene il capitano, Simone Corbanese, uno degli attaccanti più presenti e prolifici nella storia della Serie D. La squadra disputa la prima partita della propria storia il successivo 8 agosto ad Agordo, superando in amichevole l'Agordina per 11-2. Alla prova del campionato, la Dolomiti Bellunesi si rivela mediamente competitiva, piazzandosi settima nel girone C; il 10 aprile 2022 tuttavia, a seguito di tre rovesci negativi (un 3-3 contro l'Ambrosiana subìto in rimonta e le sconfitte per 3-1 contro il Montebelluna e per 5-0 contro l'Adriese), Lauria si dimette da allenatore e la squadra conclude l'annata sotto la guida ad interim di Alessandro Ferro.
Più difficile si rivela l'annata 2022-2023: la Dolomiti si affida al direttore generale Luca Piazzi (ex Parma e Südtirol, tra gli altri) e all'allenatore Lucio Brando (in passato sulle panchine di Pianese, Legnano e Mantova), ma la squadra da loro costruita palesa uno scarso rendimento, che a fine settembre costa l'esonero del tecnico, sostituito da Diego Zanin, il quale, rilevata la Dolomiti all'ultimo posto, riesce infine a condurla alla salvezza diretta. A fine stagione, peraltro, il capitano Corbanese dà l'addio al calcio giocato e si registra la defezione dal club del partner Ital-Lenti.
Per la stagione 2023-2024 la panchina viene affidata a Nicola Zanini, che fa fare alla Dolomiti un salto di qualità: la squadra (guidata dal nuovo capitano Pablo Perez) a tratti sembra infatti poter contendere il primato in classifica all'Union Clodiense, che tuttavia riesce a imporre la propria superiorità e stacca man mano la concorrenza. I bellunesi al termine della stagione regolare centrano il secondo posto, perdendo poi la semifinale playoff contro il Campodarsego. Frattanto, a febbraio, si era concluso il rapporto con Luca Piazzi; la gestione sportiva passa quindi al "tandem" composto da Simone Bertagno (direttore d'area tecnica) e Leopoldo Torresin (direttore sportivo).
Confermato Zanini in panchina, la Dolomiti Bellunesi si presenta al via del campionato 2024-2025 come una delle compagini più ambiziose del girone C. I rosaverdi (questi i colori definitivamente adottati dal club) si propongono immediatamente ai vertici del raggruppamento e dalla nona giornata ingaggiano un duello al vertice col Treviso, alternandosi ad esso nel ruolo di capolista; alla 27^ giornata avviene il sorpasso definitivo e lo scontro diretto alla penultima giornata (al quale la Dolomiti si presenta con 2 punti di vantaggio) termina in pareggio. Il discorso promozione resta però aperto fino all'ultimo turno di campionato, il 4 maggio 2025, nel quale la Dolomiti, battendo 4-1 il Brian Lignano (mentre il Treviso non va oltre il 2-2 contro l’Este), si assicura la prima promozione in Serie C della propria storia. Nella Poule Scudetto, inseriti nel triangolare con Bra e Ospitaletto, i rosaverdi perdono entrambe le partite ed escono al preliminare.

## Colori e simboli

### Colori

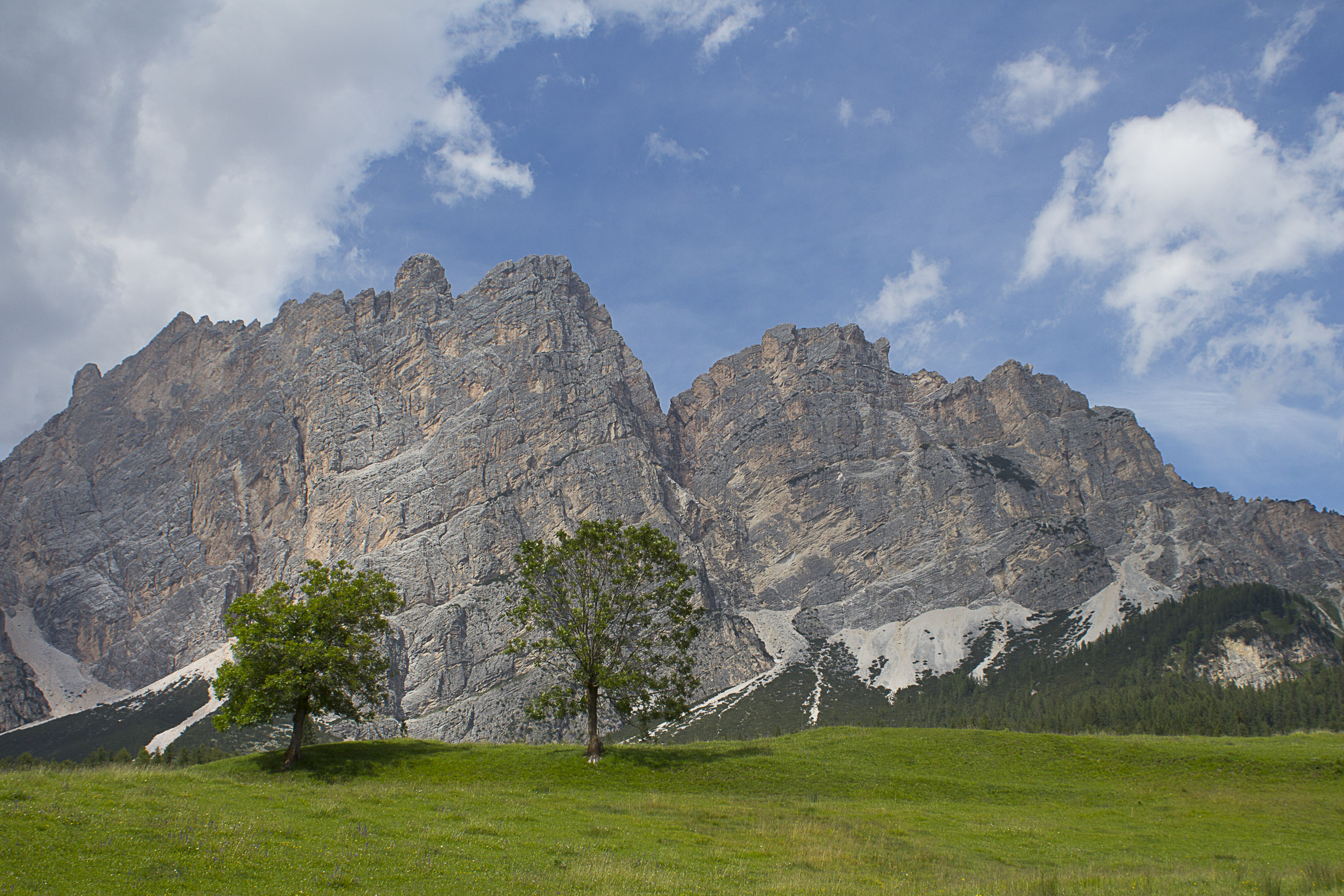
Il paesaggio dolomitico ha ispirato colori e simbologia del club

Nelle prime tre stagioni d'esistenza, la Dolomiti Bellunesi giocò le gare interne in maglia bianca; la seconda divisa era rosa e la terza nera; su di esse erano presenti richiami ai tre club previgenti, sottoforma degli stemmi e/o di inserti colorati. Nondimeno, sulle divise di casa e trasferta spiccava il disegno delle vette dolomitiche nella parte ventrale. A seguito del rebranding avvenuto nel 2024, la prima divisa è diventata rosa con inserti verdi (abbinata a pantaloncini e calzettoni verdi con finiture rosa), mentre le maglie di cortesia (divisa da trasferta, terza e quarta laddove previste) “giostrano” su varie soluzioni a contrasto: verdi con finiture rosa, bianche con finiture verdi, nere con finiture rosa.

### Simboli ufficiali

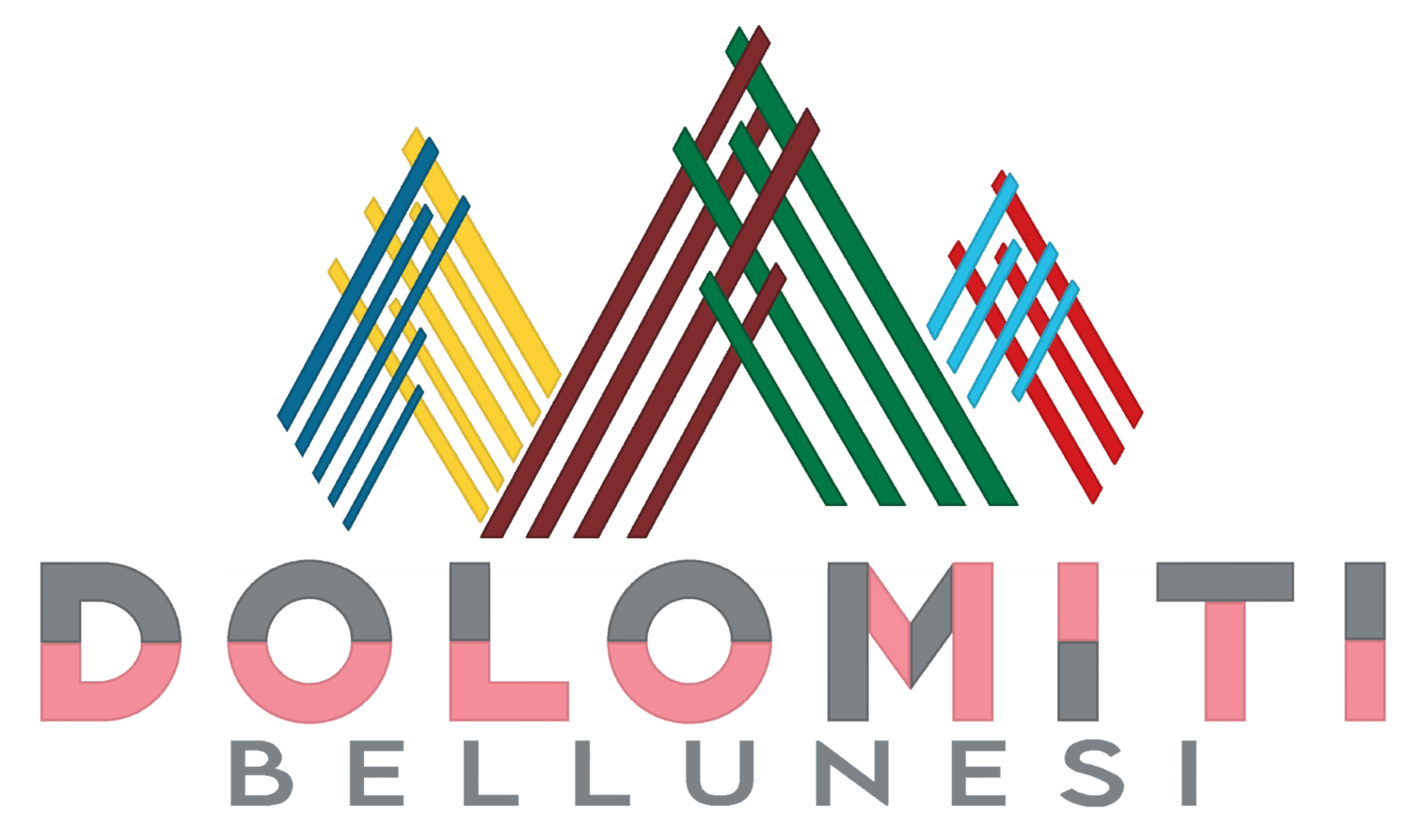
Logo del club dal 2021 al 2024

Il primo logo della Dolomiti Bellunesi era costituito da una stilizzazione delle Tre Cime di Lavaredo, formate da linee colorate con le tinte sociali dei tre club previgenti (gialloblù per il Belluno, verdegranata per l'Union Feltre, rossoceleste per l'Union San Giorgio), sovrastante la ragione sociale in lettere stampatelle rosa e grigie, colori evocanti le sfumature tipiche della dolomia.
Nel 2024, contestualmente all'adozione ufficiale dei colori sociali rosa e verde (con l'aggiunta del nero), la società ha rivisitato la propria identità visiva presentando un nuovo logo, costituito da un cerchio bianco bordato di nero, recante al centro il disegno stilizzato di una montagna di colore rosa, "incorniciato" da tre segmenti circolari verdi. Nell'interpretazione data dalla società, il nero rappresenta le venature delle pareti verticali delle Dolomiti, mentre il rosa evoca il fenomeno dell'enrosadira, allorché all'alba e al tramonto la dolomia, sotto i raggi solari, assume un colore cangiante viola-rossastro; il verde, infine, identifica l'ambiente naturale delle vallate. Nel solo ambito istituzionale (non sulle divise da gioco) il logo può essere corredato dalla ragione sociale.

## Strutture

### Stadio
La Dolomiti Bellunesi disputa le proprie partite casalinghe in diversi impianti della provincia di Belluno, come parte del proprio sforzo di rappresentare e coinvolgere l'intero territorio provinciale.
Il campo "principale" è lo stadio polisportivo di Belluno, costruito nel 1956 e capace in origine di accogliere circa 1700 spettatori. Dal 2024 ne è stata avviata la completa ricostruzione, finanziata dall'amministrazione comunale con fondi PNRR, al termine della quale l'impianto disporrà di circa 2000 posti e sarà omologato per il calcio fino alla Serie C. In alternativa (e in via esclusiva dopo che allo stadio di Belluno sono partiti i lavori di ricostruzione), le gare interne si giocano allo stadio Zugni Tauro di Feltre, inaugurato nel 1921 e capace di circa 1300 spettatori; esso trae il nome dall'atleta e soldato Libero Zugni-Tauro, caduto nella prima guerra mondiale. Entrambi questi campi sono dotati di pista d'atletica e dispongono di tribune sui soli lati lunghi del campo.
Il terzo campo interno dei rosaverdi è lo stadio comunale di Sedico, che essendo dotato di un terreno in erba sintetica è impiegato in particolare nei mesi invernali. L'impianto in questione è il meno capiente dei tre ed è inoltre l'unico a uso solo calcistico, non disponendo (a differenza delle arene di Belluno e Feltre) di pista d'atletica.
Dal momento che, all’inizio della stagione 2025-2026, nessuno dei tre campi in questione era omologato per il professionismo, la Dolomiti Bellunesi esordisce in Serie C disputando le proprie partite interne in via transitoria presso lo stadio Omero Tognon di Fontanafredda, in provincia di Pordenone, impianto calcistico da circa 3300 posti a sedere.

### Centro di allenamento
Oltre che presso i suddetti impianti, le squadre rosaverdi sostengono la preparazione anche presso il centro sportivo ubicato in località Rasai del comune di Seren del Grappa, che dal 2023 dispone di un terreno di gioco in erba sintetica.

## Società
Costituita nel 2021 come società sportiva dilettantistica, dal 2025, previo aumento di capitale, la Dolomiti Bellunesi è una società a responsabilità limitata.

### Organigramma societario
In carica al 6 luglio 2025
- Paolo De Cian - Presidente, membro CDA
- Nicola Giusti - Vicepresidente, membro CDA
- Simone Bertagno - Direttore area tecnica
- Jacopo Giugliarelli - Direttore sportivo
- Leopoldo Torresin - Coordinatore area tecnica
- Dario Cremonese - Membro CDA
- Ivan Da Riz - Membro CDA
- Claudio Fant - Membro CDA
- Michele Fant - Membro CDA
- Davide Fent - Membro CDA
- Alberto Lazzari - Membro CDA
- Stefano Maset - Membro CDA
- Gianpiero Perissinotto - Membro CDA
- Matteo Roncalli - Membro CDA
- Nicola Buracchio - Segretario generale
- Alberto De Nardi - Responsabile giovanili
- Renato Lauria - Responsabile tecnico giovanili
- Daniela Turra - Responsabile settore femminile
- Enrico De Bona - Responsabile marketing
- Marco D’Incà - Addetto stampa

### Sponsor
- 2021-2024 maglie autoprodotte[21]
- 2024- Adidas[1]

### Settore giovanile
Il settore giovanile della Dolomiti Bellunesi è scaturito dalla fusione tra le precedenti realtà di Belluno, Union Feltre e Union San Giorgio: di riflesso, le attività si svolgono in tutti e tre i comuni coinvolti, oltre che a Seren del Grappa. Al maschile, le giovanili rosaverdi comprendono squadre che vanno dagli Under 14 agli Under 19.

### Sezione femminile
La Dolomiti Bellunesi nel 2022 ha formato una sezione femminile, che consiste di una prima squadra (che ha esordito nel campionato di Eccellenza 2022-2023) e di due squadre giovanili Under 17 e Under 15. Sede delle gare interne della prima squadra femminile è lo stadio di Sedico.

## Allenatori e presidenti
| Allenatori - 2021-2022 Renato Lauria Alessandro Ferro - 2022-2023 Lucio Brando Diego Zanin - 2023- Nicola Zanini | Presidenti - 2021- Paolo De Cian |

## Calciatori

### Capitani
- Simone Corbanese (2021-2023)[14][42]
- Pablo Pérez (2023-2025)[43]
- Thomas Cossalter (2025-)[44]

## Palmarès

### Competizioni nazionali
- Serie D: 1

2024-2025 (Girone C)

## Statistiche e record

### Partecipazione ai campionati
| Livello | Categoria | Partecipazioni | Debutto   | Ultima stagione | Totale |
| ------- | --------- | -------------- | --------- | --------------- | ------ |
| 3°      | Serie C   | 1              | 2025-2026 | 2025-2026       | 1      |
| 4°      | Serie D   | 4              | 2021-2022 | 2024-2025       | 4      |

### Partecipazione alle coppe
| Competizione         | Partecipazioni | Debutto   | Ultima stagione | Totale |
| -------------------- | -------------- | --------- | --------------- | ------ |
| Coppa Italia Serie C | 1              | 2025-2026 | 2025-2026       | 1      |
| Coppa Italia Serie D | 4              | 2021-2022 | 2024-2025       | 4      |

### Statistiche individuali
In grassetto i giocatori in attività con la maglia della Dolomiti Bellunesi. Dati relativi alle sole partite di campionato. Aggiornato al 20 aprile 2025
| Record di presenze - 89 Filippo De Paoli (2023-) - 84 Francesco De Carli (2021-2024) - 77 Eduardo Alcides (2022-) - 76 Alex Cossalter (2021-2024) - 74 Francesco Toniolo (2021-2024) - 69 Thomas Cossalter (2022-) - 60 Francesco Tiozzo (2023-2025) - 59 Simone Corbanese (2021-2023) - 59 Julius Virvilas (2022-2024) - 56 Nicola Masut (2023-) | Record di reti - 26 Giacomo Marangon (2023-2025) - 22 Simone Corbanese (2021-2023) - 13 Alex Cossalter (2021-2024) - 12 Sebastiano Svidercoschi (2022-2023) - 10 Thomas Cossalter (2022-) - 10 Filippo De Paoli (2023-) - 9 Lorenzo Caprioni (2023-2024) - 8 Filippo Artioli (2022-2023) - 7 Marko Nunić (2023-2024) - 7 Mattia Tardivo (2023-2025) - 7 Pablo Pérez (2023-2025) |

## Tifoseria
Fin dall'esordio della squadra, si segnala l'organizzazione di alcuni tifosi sotto la sigla Ultras Dolomiti, alla quale nel 2024 si è aggiunta la Brigata Piave; entrambe le formazioni seguono la Dolomiti Bellunesi sia in casa, sia in trasferta. Non sono attestati rapporti di amicizia, rispettosi o all'opposto di rivalità.

## Organico

### Rosa 2025-2026
Aggiornata al 13 agosto 2025
| N. |                     | Ruolo | Calciatore                  |
| -- | ------------------- | ----- | --------------------------- |
| 1  | Italia (bandiera)   | P     | Lorenzo Abati               |
| 3  | Brasile (bandiera)  | D     | Eduardo Alcides             |
| 4  | Italia (bandiera)   | C     | Riccardo Brugnolo           |
| 5  | Italia (bandiera)   | D     | Luca Milesi                 |
| 6  | Italia (bandiera)   | D     | Matteo Barbini              |
| 7  | Italia (bandiera)   | C     | Thomas Cossalter (capitano) |
| 8  | Italia (bandiera)   | C     | Davide Mazzocco             |
| 10 | Italia (bandiera)   | C     | Luca Clemenza               |
| 11 | Italia (bandiera)   | A     | Filippo De Paoli            |
| 17 | Germania (bandiera) | C     | Noah Mutanda                |
| 19 | Italia (bandiera)   | D     | Daniele Mignanelli          |
| 20 | Nigeria (bandiera)  | A     | Taiwo Olonisakin            |

| N. |                      | Ruolo | Calciatore          |
| -- | -------------------- | ----- | ------------------- |
| 21 | Italia (bandiera)    | C     | Nicola Masut        |
| 22 | Italia (bandiera)    | P     | Leonardo Consiglio  |
| 24 | Italia (bandiera)    | D     | Nicolò Gobetti      |
| 27 | Italia (bandiera)    | C     | Matteo Saccani      |
| 29 | Albania (bandiera)   | A     | Eljon Toçi          |
| 30 | Italia (bandiera)    | C     | Massimiliano Piazza |
| 37 | Australia (bandiera) | C     | Louis Agosti        |
| 49 | Italia (bandiera)    | A     | Kevin Casanova      |
| 73 | Italia (bandiera)    | D     | Mattia Tavanti      |
| 87 | Italia (bandiera)    | C     | Salvatore Burrai    |
| 91 | Italia (bandiera)    | A     | Giacomo Marconi     |

### Staff tecnico
In carica al 21 aprile 2025
- Nicola Zanini - Allenatore
- Alessandro Comi - Viceallenatore
- Carlo Appiani - Preparatore atletico
- Gabriele Benetti - Preparatore portieri
- Marco De Din - Massaggiatore
- Lorenzo Ciuti - Fisioterapista
- Yari Masoch - Team manager
- Fabrizio Monticello - Dirigente accompagnatore